# Ko Jeong-woon
Ko Jeong-woon est un footballeur sud-coréen né le 27 juin 1966. Il évolue au poste de milieu de terrain.